# Nagurus alticolus
Nagurus alticolus là một loài chân đều trong họ Trachelipodidae. Loài này được Vandel miêu tả khoa học năm 1973.